# Espadrillas

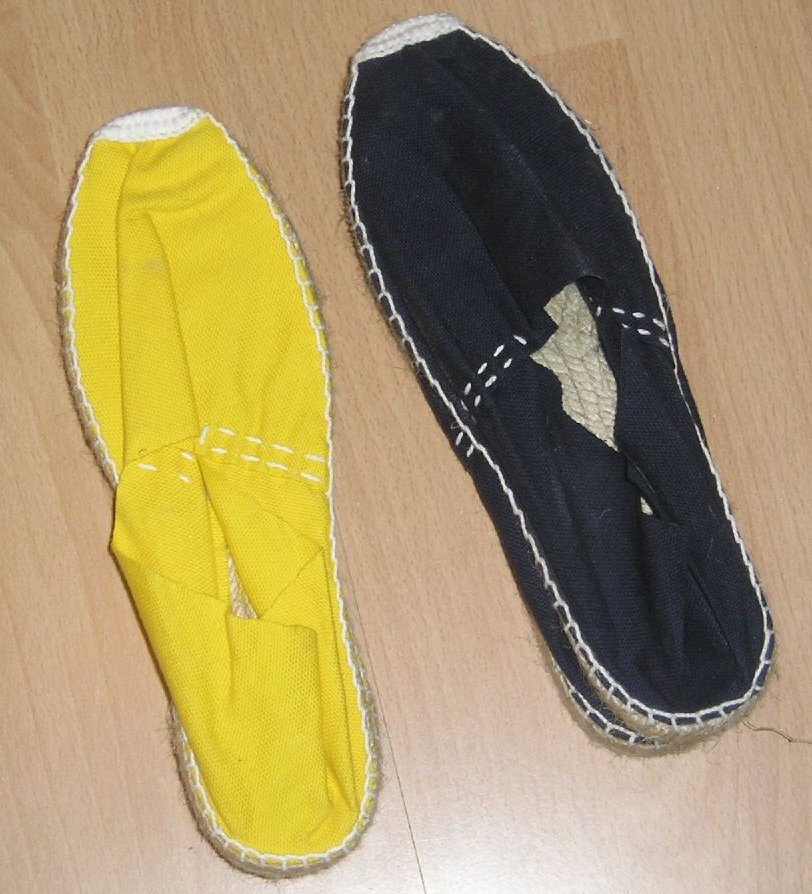
Due tipi di espadrillas spagnole.

Le espadrillas sono normalmente scarpe basse, ma talvolta anche col tacco alto, provenienti dalla Spagna, (dove si chiamano "alpargatas") con forti legami storici con le regioni della Catalogna e dei Paesi Baschi. Di solito hanno una tela o di cotone o tessuto più pregiato e una suola flessibile in corda o gomma modellata per assomigliare ad una corda. La suola di corda di juta è la caratteristica più tipica di una espadrilla, le tomaie variano molto in stile.
Queste calzature sono divenute iconiche prima per risultare solitamente utilizzate da Pablo Picasso, poi dalle dive come Grace Kelly, Brigitte Bardot e Jackie Kennedy, infine scelte da Yves Saint Laurent come accessorio ai suoi capi proposti nelle sfilate di moda.

## Etimologia
Espadrilla è un termine francese che deriva dalla parola in lingua occitana, che a sua volta deriva dal vocabolo catalano: espardenya. In catalano significava un tipo di scarpe fatte di espart, il nome catalano di sparto, una pianta mediterranea nerboruta usata per fare le corde.

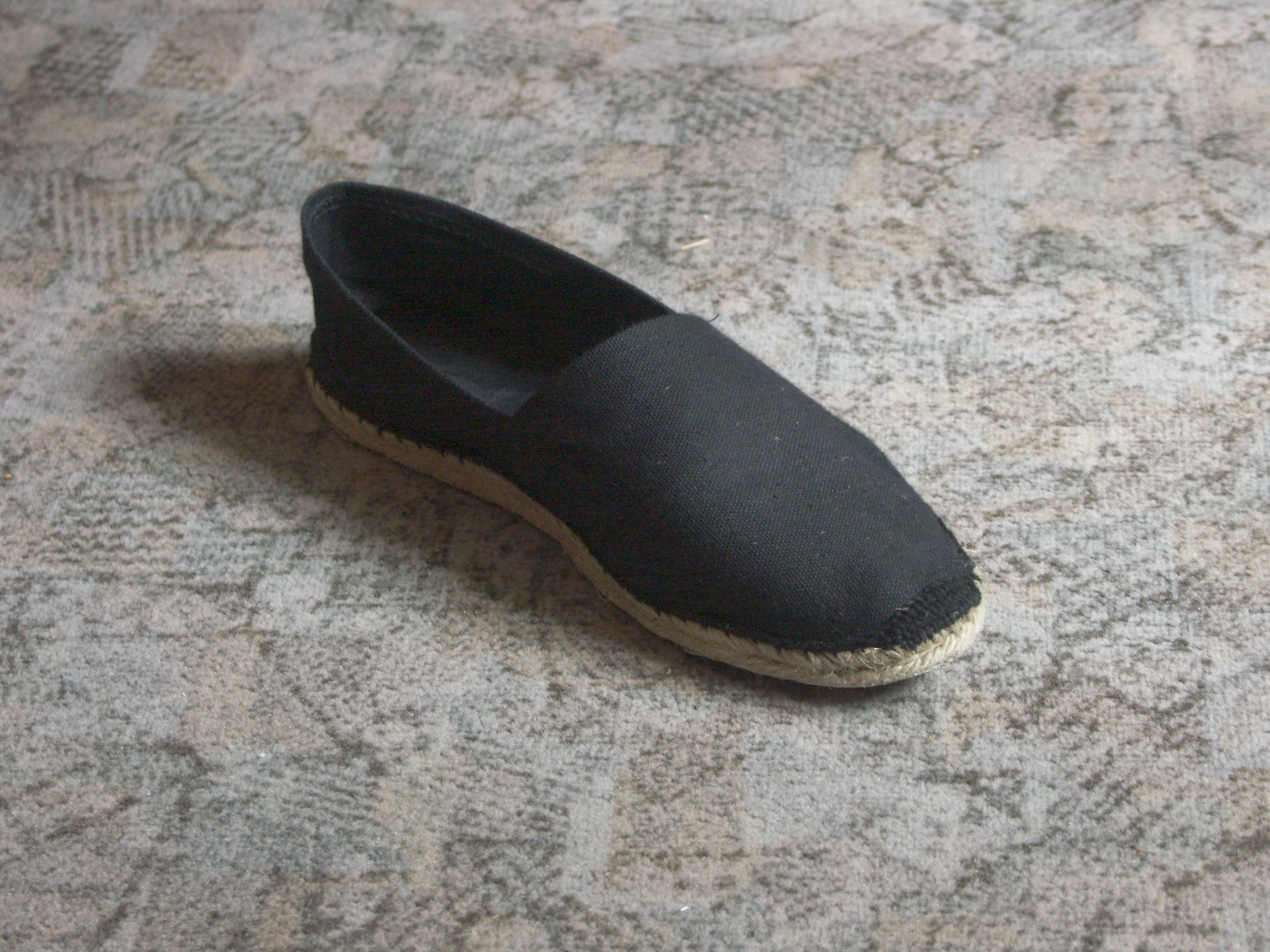
Una espadrilla di colore nero.

## Storia

### Le origini
Le espadrillas vengono fatte nei Pirenei dell'Occitania e della Catalogna sin dal XIV secolo, ed esistono ancora negozi nei Paesi Baschi che producono espadrillas da più di un secolo. Le espadrillas tradizionali hanno una tela superiore con la punta e tomaia tagliata in un solo pezzo, cucito con una corda unica ai lati. Spesso avevano lacci avvolti intorno alla caviglia per tenere le scarpe al loro posto. Le espadrillas tradizionali sono indossate sia da uomini sia da donne.
In Aragona queste scarpe sono chiamate esparteñas, ma il termine più comune in spagnolo è invece alpargatas.

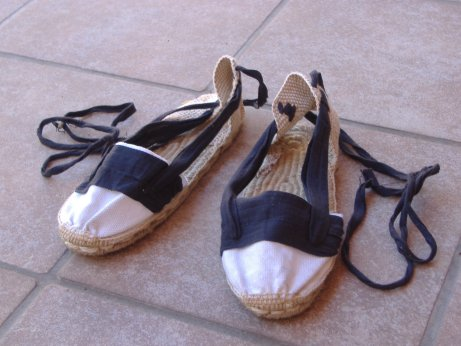
Le corde di iuta che fanno parte della scarpa.

### Le espadrillas moderne
Un tempo calzature usate dai contadini, successivamente le espadrillas sono cresciute in popolarità, soprattutto in Catalogna e nei Paesi Baschi, dove molti uomini e donne le indossano durante i mesi primaverili ed estivi. Di solito sono realizzate in Bangladesh o in Spagna. Le Espadrillas moderne sono realizzate soprattutto per le donne, anche se vi sono alcuni modelli per uomini.
La suola delle espadrillas può essere piana, a piattaforma o cuneiforme, e può essere in fibra naturale o in corda di fibra sintetica, o materiali sintetici flessibili che imitano la corda. La tomaia può essere fatta di qualsiasi materiale, e possono avere punte aperte o chiuse, dorsi aperti o chiusi.
Le Espadrillas cominciarono a esser di moda negli Stati Uniti nel 1940. La moda fu rilanciata nel 1980, grazie al successo di Miami Vice, e poi negli anni duemila.

## Fabbricazione
La fabbricazione delle espadrillas è generalmente più complessa dei sandali ordinari. Le suole di juta sono la parte di lavorazione che comporta più tempo: le fibre di juta vengono prima intrecciate insieme meccanicamente, poi la treccia viene inserita in uno stampo a forma di suola, con un trattamento termico per ottenere la forma corretta. Dopo questi passaggi, viene fissata con punti di cucitura verticali. Infine può essere inserito lo strato inferiore di suola vulcanizzata e il tessuto viene cucito sulla suola.